# トリプトファン 2-C-メチルトランスフェラーゼ
トリプトファン 2-C-メチルトランスフェラーゼ(Tryptophan 2-C-methyltransferase、EC 2.1.1.106)は、以下の化学反応を触媒する酵素である。
S-アデノシル-L-メチオニン + L-トリプトファン{\displaystyle \rightleftharpoons }S-アデノシル-L-ホモシステイン + L-2-メチルトリプトファン
従って、この酵素の2つの基質はS-アデノシル-L-メチオニンとL-トリプトファン、2つの生成物はS-アデノシル-L-ホモシステインとL-2-メチルトリプトファンである。
この酵素は、転移酵素、特に1炭素基を転移させるメチルトランスフェラーゼのファミリーに属する。系統名は、S-アデノシル-L-メチオニン:L-トリプトファン 2-C-メチルトランスフェラーゼである。その他よく用いられる名前に、tryptophan 2-methyltransferase、S-adenosylmethionine:tryptophan 2-methyltransferase等がある。